# Сатурн (ракета)
Вижте пояснителната страница за други значения на Сатурн.
Ракетите Сатурн (на английски: Saturn) е серия американски ракети носители за космически транспорт и извеждане на товари в орбита около Луната и Земята.

## Варианти на ракетата

### Сатурн I
„Сатурн I“ e първата американски двустепенна ракета, предназначена за извеждане на товари в космоса. Тя не се експлоатира след десет успешни старта на безпилотни апарати (кораби „Аполо“ и извеждане на няколко спътника). Капацитетът е 9100 кг в ниска орбита. Първият старт е проведен на 25 януари 1964 г. Теглото на самата ракета е 562 тона, височината 55 метра.

### Сатурн IВ
„Сатурн IB“ e двустепенна ракета, която е в състояние да изведе в ниска околоземна орбита товари до около 15 000 кг. В програмата Аполо е била използвана тогава, когато корабът остава в орбита около Земята и е без лунния модул, а в програмата „Скайлаб“ се използва за транспортиране на астронавтите до орбиталната станция. Същата ракета е използвана и в проекта Аполо-Союз.

### Сатурн V
Ракетата Сатурн V е тристепенна ракета, която е в състояние да изведе в космоса полезен товар над 80 000 кг. В програмата Аполо е била използвана в мисиите, в които са в орбита около Земята, заедно с лунния модул и всички полети до Луната. Нейна двустепенна модификация (с тегло на товара до 75 тона) е използвана в програмата Скайлаб за извеждане на станцията „Скайлаб“ в орбита около Земята.

## Полети на ракетите „Сатурн“
| Дата              | Вариант      | Сигнатура       | Mисия               | Бележка |
| ----------------- | ------------ | --------------- | ------------------- | --- |
| 27 октомври 1961  | Сатурн I     | SA-1            | SA-1                | Суборбитални изпитания на първата степен. Втората и третата са пълни с вода за баласт                                                  |
| 25 април 1962     | Сатурн I     | SA-2            | SA-2 Висока вода I  | Суборбитални изпитания. Водата във втората степен е разпръсната на височина 105 km за създаване на изкуствен облак                     |
| 16 ноември 1962   | Сатурн I     | SA-3            | SA-3 Висока вода II | като предния експеримент, но на по-голяма височина (167 km)                                                                            |
| 28 март 1963      | Сатурн I     | SA-4            | SA-4                | Суборбитален полет на първата степен. Планиран „отказ“ на двигател, за проверка сигурността на останалите.                             |
| 29 януари 1964    | Сатурн I     | SA-5            | SA-5                | Първи полет на двете степени в космоса                                                                                                 |
| 28 май 1964       | Сатурн I     | SA-6            | A-101               | Полет с макет на кораба „Аполо“ |
| 18 септември 1964 | Сатурн I     | SA-7            | A-102               | Втори полет с кораба „Аполо“ |
| 16 февруари 1965  | Сатурн I     | SA-9            | A-103 Пегас 1       | Полет с макет на кораба и спътника Пегас-1                                                                                             |
| 25 май 1965       | Сатурн I     | SA-8            | A-104 Пегас 2       | Полетът е като предишния, но с Пегас-2                                                                                                 |
| 30 юли 1965       | Сатурн I     | SA-10           | A-105 Пегас 3       | Полетът е като предишния, но с Пегас-3                                                                                                 |
| 26 февруари 1966  | Сатурн IB    | SA-201          | AS-201              | Първи полет на кораба „Аполо“ и на ракетата „Сатурн IB“. Суборбитален                                                                  |
| 5 юли 1966        | Сатурн IB    | SA-203          | Аполо 2 (AS-203)    | Tестове на втората степен в орбита |
| 25 август 1966    | Сатурн IB    | SA-202          | Аполо 3 (AS-202)    | Tестове на двигателите на кораба „Аполо“. Суборбитален                                                                                 |
| 27 януари 1967    | не стартирал | SA-204 планиран | Аполо 1             | Трагичен инцидент по време на изпитанията на космодрума. Загиват Е. Уайт, Р. Чафи и В. Грисъм                                          |
| 9 ноември 1967    | Сатурн V     | SA-501          | Аполо 4             | Първо изстрелване на „Сатурн V“ с безпилотен космически кораб                                                                          |
| 22 януари 1968    | Сатурн IB    | SA-204          | Аполо 5             | Първи полет на лунния модул (без екипаж)                                                                                               |
| 4 април 1968      | Сатурн V     | SA-502          | Аполо 6             | Последен безпилотен изпитателен полет на ракетата „Сатурн“                                                                             |
| 11 октомври 1968  | Сатурн IB    | SA-205          | Аполо 7             | Първи старт на „Сатурн IB“ с пилотиран космически кораб (без лунен модул)                                                              |
| 21 декември 1968  | Сатурн V     | SA-503          | Аполо 8             | Първи пилотиран старт на „Сатурн V“ и първи полет на човек около Луната                                                                |
| 3 март 1969       | Сатурн V     | SA-504          | Аполо 9             | Тестов полет в около земна орбита за среща и скачване на космическия кораб с лунния модул                                              |
| 18 май 1969       | Сатурн V     | SA-505          | Аполо 10            | Tестов полет-„генерална репетиция“ на стъпването на човек на лунната повърхност (спускане, издигане и среща и скачване в лунна орбита) |
| 16 юли 1969       | Сатурн V     | SA-506          | Аполо 11            | Първи човек на лунната повърхност Целта на цялата програма „Аполо“ е постигната.                                                       |
| 14 ноември 1969   | Сатурн V     | SA-507          | Аполо 12            | 2-ро пилотирано кацане на Луната |
| 11 април 1970     | Сатурн V     | SA-508          | Аполо 13            | „Хюстън, имаме проблем...“ Единствената неуспешна мисия от програмата                                                                  |
| 31 януари 1971    | Сатурн V     | SA-509          | Аполо 14            | 3-то пилотирано кацане на Луната |
| 26 юли 1971       | Сатурн V     | SA-510          | Аполо 15            | 4-то пилотирано кацане на Луната. Използване на Ровър 1                                                                                |
| 16 април 1972     | Сатурн V     | SA-511          | Аполо 16            | 5-о кацане на Луната |
| 7 декември 1972   | Сатурн V     | SA-512          | Аполо 17            | 6-о и последно кацане на Луната |
| 14 май 1973       | Сатурн V     | SA-513          | Скайлаб             | Последен старт на Сатурн V (само с две активни степени, третата се превръща в станцията „Скайлаб“), безпилотен                         |
| 25 май 1973       | Сатурн IB    | SA-206          | Скайлаб 2           | 1-ви екипаж на космическата станция |
| 28 юли 1973       | Сатурн IB    | SA-207          | Скайлаб 3           | 2-ри екипаж на станцията |
| 16 ноември 1973   | Сатурн IB    | SA-208          | Скайлаб 4           | 3-ти екипаж на станцията |
| 15 юли 1975       | Сатурн IB    | SA-210          | ASTP                | ASТP Последен старт на ракета „Сатурн“                                                                                                 |